# El gran Galeoto
El gran Galeoto é uma peça de teatro do dramaturgo espanhol José Echegaray y Eizaguirre, prémio Nobel de Literatura de 1904, publicada pela primeira vez em 1881. Trata-se de um drama em três actos em verso que começa com um diálogo em prosa.
Durante o seu primeiro mês de edição alcançou um grande êxito pelo que se realizaram cinco reedições. O êxito repetiu-se em inúmeras representações.
Nesta obra, Echegaray aponta para a sociedade que atua como o grande Galeoto para propiciar com os seus rumores que se desenvolva a paixão entre Ernesto e Teodora.
Amir Hossain refere que "nas obras de Echegarays o espírito da calúnia, às vezes malicioso, mais frequentemente descuidado, de forma gradual torna-se vincado em El Gran Galeoto. Echegaray acredita firmemente que o boato é uma doença tão maligna e fétida como qualquer doença do corpo."

## Argumento
Um jovem escritor chamado Ernesto confronta Don Julian por causa de sua esposa Teodora. Os rumores de que mantêm relações sentimentais e a morte de Don Julian num duelo são os ingredientes trágicos da obra em que são feitas referências literárias a temas clássicos como o amor entre a rainha Ginebra e Lancelote. Daí o seu nome, porque Galeoto foi o mediador dos amores entre a Rainha e o Cavaleiro.

## Título
Quanto ao título, o pudor de Echegaray levou-o a evitar um palavrão, a palavra "alcoviteiro" (alcahuete), pessoa que arranja, esconde ou facilita uma relação amorosa, geralmente ilícita, e a substituí-lo por Galeoto. Fazer de Galeoto é servir de mediador de amores lascivos. Galeoto é o nome de um cavaleiro da Távola Redonda, que intermediou os amores do cavaleiro Lancelote e a rainha Ginebra. Este personagem é mencionada por Dante em A Divina Comédia, no episódio de Paolo e Francesca (Inferno, canto 5). Francesca de Rimini morre nas mãos de seu marido, depois de uma relação adúltera com o seu cunhado, Paolo. Em El Gran Galeoto, Ernesto explica o significado da palavra no ato II, cena V.

## Crítica
O grande Galeoto contém um número de temas que atravessam a obra de Echegaray em geral, tais como honra, códigos sociais e o relacionamento conjugal. A própria sociedade é criticada na peça, uma vez que é a fofoca de 'todos' – que constituem colectivamente o grande Galeoto – que dá origem à tragédia final.
Como Peter Podol assinala,
Nesta peça a sociedade torna-se numa força do mal que na verdade se torna um personagem no drama, funcionamento em geral por meio de rumores ou calúnia e servindo para impor um rígido e injusto código de honra sobre as vidas dos indivíduos cuja virtude pessoal é impotente diante dele. 

## Adaptações
O realizador Rafael Gil em 1951 dirigiu um filme baseado na obra de Echegaray, com o mesmo título do livro, em que um triângulo amoroso leva a situações trágicas e tensão entre os protagonistas.
Antes ainda, no tempo do cinema mudo, estúdios americanos produziram versões cinematográficas da peça, sob títulos como The World and His Wife, Lovers? e The Celebrated Scandal.

## Bibliografía
- José Echegaray y Eizaguirre. El gran galeoto. Editorial Castalia, 2002. ISBN 84-9740-026-7